# Camilla Pisana
Camilla Pisana var en italiensk kurtisan och författare (poet och brevskrivare) i början av 1500-talet. 
Hennes ursprung är okänt, men det nämns att hon hade en syster som var kurtisan. Hon blev år 1516, vid ännu inte fyllda 20, en av de fyra kurtisaner som installerades av Filippo Strozzi i en villa vid Porta San Gallo i Florens, där de betjänade Strozzi och hans vänner, bland dem hertig Lorenzo av Urbino (far till Katarina av Medici). Hon benämns den huvudkurtisan och hade överinseende över de övriga tre: Alessandra Fiorentina, Beatrice och Brigida. 
Hon skrev poesi i en stil som har jämförts med Bembo och Cassola, som tonsattes av Verdelot och Festa. Hon är även känd i litteraturhistorien för 33 brev sända av henne till Strozzi mellan 1516 och 1517. Hennes brev, vid sidan av de skrivna av Veronica Franco, tillhör de få och främsta icke poetiska skrivelser som finns bevarade av en italiensk renässanskurtisan. 

### Allmänna källor
- Italian Women Writers from the Renaissance to the Present: Revising the Canon
- The Courtesan's Arts: Cross-Cultural Perspectives Includes CD